# 鳥取市立逢坂小学校
鳥取市立逢坂小学校（とっとりしりつ おうさかしょうがっこう）は、鳥取県鳥取市気高町山宮にある公立小学校。

## 沿革
- 1874年（明治7年） - 鷲峰小学校、八幡小学校が開校。
- 1875年（明治8年） - 鷲峰小学校を殿に移転、殿小学校と改称。会下小学校が開校。
- 1883年（明治16年） - 殿小学校・会下小学校をそれぞれ尋常小学校と改称。
- 1885年（明治18年） - 殿尋常小学校を飯里に移転。
- 1891年（明治24年） - 殿尋常小学校を飯里尋常小学校と改称。
- 1904年（明治37年） - 会下尋常小学校を郡家地内に移転。
- 1909年（明治42年）9月 - 飯里・会下尋常小学校を統合し、山宮に逢坂尋常小学校誕生、校舎落成式。
- 1913年（大正2年）4月 - 高等科を併置し、逢坂尋常高等小学校と改称。
- 1941年（昭和16年）4月1日 - 国民学校令により逢坂国民学校と改称。
- 1943年（昭和18年）9月 - 鳥取大震災のため南校舎倒壊。
- 1945年（昭和20年）9月 - 南校舎新築。
- 1947年（昭和22年）4月1日 - 学制改革により逢坂村立逢坂小学校と改称。
- 1947年（昭和22年）8月 - 校舎新築落成式。
- 1955年（昭和30年）7月1日 - 町村合併により気高町立逢坂小学校と改称。
- 1959年（昭和34年）10月 - 校舎新築落成式。
- 1984年（昭和59年）3月 - 鉄筋新校舎竣工式。
- 2004年（平成16年）11月1日 - 気高郡気高町が鳥取市に編入され、鳥取市立逢坂小学校と改称。

## 通学区域
- 鳥取市気高町
  - 飯里、会下、下石、上原、郡家、高江、殿、睦逢、山宮
- ※小規模校特別転入制度が設けられており、鳥取市内在住の児童は校区外からの転入が認められている。

## 進学先中学校
- 鳥取市立気高中学校

## 交通アクセス
- JR山陰本線 浜村駅前より：日本交通気高循環線「山ノ宮（逢坂小）」バス停下車。